# Ансіаук
А́нсіаук (ест. Ansiauk, Maksameri) — природне озеро в Естонії, у волості Ляене-Сааре повіту Сааремаа.

## Розташування
Ансіаук належить до Західно-острівного суббасейну Західноестонського басейну.
Озеро лежить на південь від села Кууснимме.
Акваторія водойми входить до складу національного парку  Вільсанді.

## Опис
Загальна площа озера становить 0,9 га. Довжина — 120 м, ширина — 100 м. Найбільша глибина — 0,7 м. Довжина берегової лінії — 576 м.